# Julius Mohl

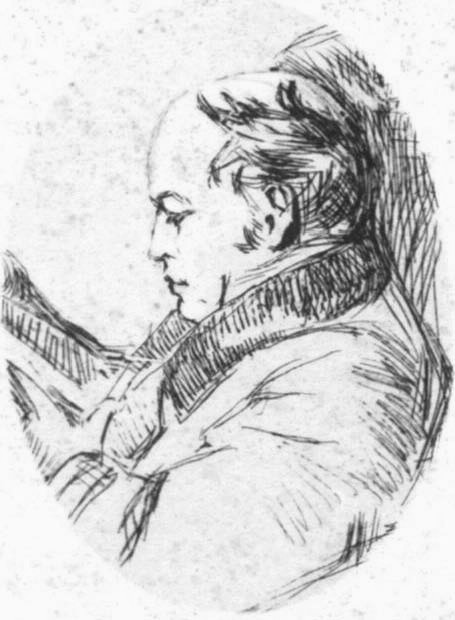
Porträt von Julius Mohl.

Julius Mohl (seit 1838 von Mohl, * 25. Oktober 1800 in Stuttgart; † 4. Januar 1876 in Paris) war ein deutscher Orientalist.

## Herkunft
Julius Mohl war Angehöriger des Beamtengeschlechts Mohl. Seine Eltern waren der württembergische Jurist und Politiker Benjamin Ferdinand von Mohl (1766–1845) und dessen Ehefrau Louisa Friederica Autenrieth (1776–1843). Seine Mutter war eine Schwester des Johann Heinrich Ferdinand Autenrieth, Kanzler der Universität Tübingen. Er hatte weitere Brüder darunter: Robert von Mohl, Moritz Mohl und Hugo von Mohl.

## Leben
Mohl studierte in Tübingen erst Theologie, sodann in England und zu Paris unter Silvestre de Sacy und Jean-Pierre Abel-Rémusat orientalische Sprachen (namentlich Chinesisch, Persisch und Arabisch) und erhielt 1826 eine außerordentliche Professur der orientalischen Literatur zu Tübingen, verbrachte aber die nächsten Jahre meist in Paris, London und Oxford mit gelehrten Forschungen, als deren Früchte die mit Olshausen bearbeiteten Fragments relatifs à la religion de Zoroastre (Paris 1829) erschienen. Dann veröffentlichte er zwei ältere lateinische, von gelehrten Jesuiten herrührende Übersetzungen chinesischer Religionsbücher: Confucii Chi-king, sive liber carminum, ex latina P. Lacharme interpretatione (Stuttgart 1830) und Y-king, antiquissimus Sinarum liber, ex interpretatione P. Regis (das. 1834–39, 2 Bände), wandte sich aber von nun an ausschließlich dem Studium des Persischen zu. Von der französischen Regierung mit der Herausgabe und Übersetzung des Shâhnâme von Firdusi für die Collection orientale beauftragt, nahm er 1834 in Tübingen seine Entlassung und siedelte ganz nach Paris über, wo er sich naturalisieren ließ. Jenes Prachtwerk erschien in sechs Foliobänden (Par. 1838–66), wozu nach Mohls Tod noch ein siebenter (von seinem Schüler Barbier de Meynard vollendet, das. 1878) kam. Die französische Übersetzung wurde 1876 in sieben Duodezbänden von seiner Witwe besonders herausgegeben.
Als Sekretär, später Präsident der Asiatischen Gesellschaft in Paris hat Mohl eine große Tätigkeit entwickelt. Besonders geschätzt waren seine "Jahresberichte"; auch das Journal asiatique verdankt ihm viele vorzügliche Aufsätze. 1844 wurde er an Stelle von Eugène Burnouf zum Mitglied der Akademie der Inschriften, 1847 zum Professor des Persischen am Collège de France und 1852 zum Inspektor des orientalischen Druckes in der kaiserlichen Druckerei ernannt. Die Ausgrabungen Bottas in Chorsabad wurden auf seine Veranlassung und nach seinem Plan unternommen; in Beziehung darauf veröffentlichte er: Lettres de Mr. Botta sur les découvertes à Khorsabad (1845). Überhaupt war Mohl unermüdlich in der Förderung wissenschaftlicher Bestrebungen, und sein Salon bildete während des zweiten Kaiserreichs einen Sammelpunkt der Gelehrten und literarischen Berühmtheiten.
Julius Mohl starb am 4. Januar 1876. Seine Berichte an die Asiatische Gesellschaft erschienen nach seinem Tod gesammelt unter dem Titel: Vingt-sept ans d'histoire des études orientales (hrsg. von seiner Witwe, 1879–80, 2 Bde.). Vgl. Simpson, Julius and Mary M., letters and recollections (Lond. 1887).

## Ehrung
- 1838: Ritterkreuz des Ordens der Württembergischen Krone, verbunden mit dem persönlichen Adelsstand.[1]

## Schriften (Auswahl)
- Le Livre des Rois par Abou`l Kasim Firdousi publié, traduit et commenté par M. Jules Mohl. 7 Bände. Paris 1838–1878.